# ایرانگرد
ایرانگرد، مجموعهٔ مستند تلویزیونی است که در آن طبیعت و شیوهٔ زندگی در مناطق عشایری و روستاهای ایران معرفی می‌شود. جواد قارایی کارگردان، تهیه‌کننده و راویِ این مستند تلویزیونی برای تهیه این برنامه با یک تیم فیلمبرداری حرفه‌ای به شهرها و استان‌های مختلف ایران سفر کرده و به روایت زندگی و آداب و رسوم ساکنان این مناطق می‌پردازد.

## فصل اول
فصل نخست این مستند در سال‌های ۱۳۸۹ تا ۱۳۹۱ در ۱۳ قسمت ۳۰ دقیقه‌ای و به سفارش شبکه چهار تولید و پخش شد.
| قسمت/شماره | عنوان                        | توضیحات            |
| ---------- | ---------------------------- | ------------------ |
| یک         | طبس (روستای زردگاه و نایبند) | خراسان جنوبی       |
| دو         | جزیره نخیلو                  | استان بوشهر        |
| سه         | روستای شامیلرزان             |                    |
| چهار       | تلییار                       |                    |
| پنج        | کته چول                      |                    |
| شش         | دیگو                         |                    |
| هفت        | سد دز                        | خوزستان            |
| هشت        | قلعه شاداب (بخش نخست)        |                    |
| نه         | قلعه شاداب (بخش دوم)         |                    |
| ده         | روستای سر آقاسید (بخش نخست)  | چهارمحال و بختیاری |
| یازده      | روستای سر آقاسید (بخش دوم)   | چهارمحال و بختیاری |
| دوازده     | اشکفت بهمن (بخش نخست)        |                    |
| سیزده      | اشکفت بهمن (بخش دوم)         |                    |

## فصل دوم
فصل دوم مستند ایرانگرد پس از موفقیت مجموعهٔ نخست، در ۱۳ قسمت ۵۰ دقیقه‌ای در سال‌های ۱۳۹۲ تا ۱۳۹۴ به سفارش شبکه یک تولید و در سال ۱۳۹۴ از این شبکه پخش شد. این برنامه به‌عنوان پرمخاطب‌ترین مجموعه مستند ایرانی شناخته شد.
| قسمت/شماره | عنوان          | توضیحات                    |
| ---------- | -------------- | -------------------------- |
| یک         | باهوکلات       | سیستان و بلوچستان          |
| دو         | گزن‌چال         | مازندران                   |
| سه         | کلوت‌ها         | کرمان                      |
| چهار       | گو             | سیستان و بلوچستان          |
| پنج        | روستای ماخونیک | خراسان جنوبی               |
| شش         | پادنا          | کهگیلویه و بویراحمد        |
| هفت        | ناورود         | گیلان (تالش)               |
| هشت        | شیمبار         | چهارمحال و بختیاری         |
| نه         | اسفندیار       | حاشیه بیابانی خراسان جنوبی |
| ده         | دره کول خرسان  | خوزستان                    |
| یازده      | اورامانات      | کردستان                    |
| دوازده     | بندر بریس      | سیستان و بلوچستان          |
| سیزده      | بندر سیراف     | بوشهر                      |

## فصل سوم
تولید فصل سوم این مجموعه با عنوان «ایرانگرد ۳» از اواخر پاییز ۱۳۹۴ آغاز شد و در نوروز ۱۳۹۷ در قالب ۲۰ قسمت ۵۵ تا ۸۰ دقیقه‌ای از شبکه‌های یک و مستند سیما پخش شد. این فصل قرار بود در نوروز ۱۳۹۶ پخش شود، اما به‌علت مصدومیت جواد قارایی، تهیه‌کننده، کارگردان و راوی این برنامه در حین تولید مستند، با یک سال تأخیر و در نوروز سال ۱۳۹۷ از تلویزیون ایران پخش شد.

سری سوم مستند ایرانگرد توانست در نخستین جشنوارهٔ برنامه‌های نوروزی صدا و سیما (سین سیما) جایزهٔ بهترین مستند از دید مخاطبان را با بیش از ۴۳۸٬۰۰۰ رأی از آن خود کند.
| قسمت/شماره | عنوان                | توضیحات |
| ---------- | -------------------- | --- |
| یک         | تمشلانه-روایت نخست   | در این دو قسمت به طبیعت و زندگی و آداب و رسوم مردم تالش در استان گیلان پرداخته شد.                                      |
| دو         | تمشلانه-روایت دوم    | در این دو قسمت به طبیعت و زندگی و آداب و رسوم مردم تالش در استان گیلان پرداخته شد.                                      |
| سه         | دره شیرز-روایت نخست  | در این دو قسمت به دره شیرز و طبیعت بکر کوهدشت در استان لرستان پرداخته شد.                                               |
| چهار       | دره شیرز-روایت دوم   | در این دو قسمت به دره شیرز و طبیعت بکر کوهدشت در استان لرستان پرداخته شد.                                               |
| پنج        | دره شیرز-روایت سوم   | در این دو قسمت به دره شیرز و طبیعت بکر کوهدشت در استان لرستان پرداخته شد.                                               |
| شش         | آلیجوق-روایت نخست    | در این قسمت به طبیعت منطقه آلیجوق در ایران و زندگی چادرنشینان ایل قشقایی پرداخته شد.                                    |
| هفت        | آلیجوق-روایت دوم     | در این قسمت به طبیعت منطقه آلیجوق در ایران و زندگی چادرنشینان ایل قشقایی پرداخته شد.                                    |
| هشت        | لوت-روایت نخست       | در این قسمت به طبیعت بیابان لوت و ویژگی‌های طبیعی آن پرداخته شد.                                                         |
| نه         | لوت-روایت دوم        | در این قسمت به طبیعت بیابان لوت و ویژگی‌های طبیعی آن پرداخته شد.                                                         |
| ده         | لوت-روایت سوم        | در این قسمت به طبیعت بیابان لوت و ویژگی‌های طبیعی آن پرداخته شد.                                                         |
| یازده      | باریگدان-روایت نخست  | در این دو قسمت به ویژگی‌های طبیعی روستای باریگدان واقع در استان سیستان و بلوچستان و سبک زندگی مردم این روستا پرداخته شد. |
| دوازده     | باریگدان-روایت دوم   | در این دو قسمت به ویژگی‌های طبیعی روستای باریگدان واقع در استان سیستان و بلوچستان و سبک زندگی مردم این روستا پرداخته شد. |
| سیزده      | هراز آمل             | در این قسمت به ویژگی‌های قله دماوند بلندترین آتشفشان آسیا و خاورمیانه و طبیعت بکر اطرافش در استان مازندران پرداخته شد.   |
| چهارده     | مودو-روایت نخست      | در این قسمت‌ها به ویژگی‌های طبیعی منطقه زاگرس در ایران و نحوهٔ زندگی عشایر ایل بختیاری در این منطقه پرداخته شد.            |
| پانزده     | مودو-روایت دوم       | در این قسمت‌ها به ویژگی‌های طبیعی منطقه زاگرس در ایران و نحوهٔ زندگی عشایر ایل بختیاری در این منطقه پرداخته شد.            |
| شانزده     | مودو-روایت سوم       | در این قسمت‌ها به ویژگی‌های طبیعی منطقه زاگرس در ایران و نحوهٔ زندگی عشایر ایل بختیاری در این منطقه پرداخته شد.            |
| هفده       | مودو-روایت چهارم     | در این قسمت‌ها به ویژگی‌های طبیعی منطقه زاگرس در ایران و نحوهٔ زندگی عشایر ایل بختیاری در این منطقه پرداخته شد.            |
| هجده       | جزیره قشم            | در این قسمت به ویژگی‌های طبیعی جزیره قشم، بزرگترین جزیره در خلیج فارس پرداخته شد.                                        |
| نوزده      | سر آقاسید-روایت نخست | در این دو قسمت به طبیعت و نحوهٔ زندگی مردم بختیاری در روستای سر آقاسید در ناحیهٔ زاگرس پرداخته شد.                        |
| بیست       | سر آقاسید-روایت دوم  | در این دو قسمت به طبیعت و نحوهٔ زندگی مردم بختیاری در روستای سر آقاسید در ناحیهٔ زاگرس پرداخته شد.                        |

## فصل چهارم
فصل چهارم این مستند به کارگردانی مشترک جواد قارایی و حامد جم، در ۱۰ قسمت ۳۰ دقیقه‌ای در نوروز ۱۴۰۰ از شبکه یک تلویزیون ایران پخش شد. در این فصل طبیعت استان‌های اردبیل، خوزستان، لرستان، هرمزگان، سمنان و کرمان به تصویر کشیده می‌شود.
جواد قارایی تهیه کننده این مستند دربارهٔ تولید فصل چهارم «ایرانگرد» اظهار کرد: «ما این فصل را با پنج دوربین پیشرفته و با کیفیت ۴K تصویربرداری کرده‌ایم که به‌صورت اچ‌دی با کیفیت بالا پخش خواهد شد».
وی تعداد قسمت‌های فصل چهار را ۲۰ قسمت اعلام کرد و گفت: «به‌علت شرایط همه‌گیری کرونا و البته ابتلای خودم و ۲ تن از همکاران به بیماری، روند تولید قدری به‌تأخیر افتاد و به امید خدا پس از پخش این ۱۰ قسمت در ایام نوروز ۱۴۰۰، قسمت‌های بعدی در صورت آماده شدن از شبکه یک سیما پخش خواهد شد».
| قسمت | عنوان                      | توضیحات |
| ---- | -------------------------- | --- |
| یک   | شیروان دره‌سی               | در این دو قسمت به طبیعت شیروان دره‌سی در نزدیکی کوه سبلان در استان اردبیل، غار‌های دست‌کند بیله‌لر و چشمه آب گرم یدی‌بلوک در مشگین‌شهر پرداخته شد. |
| دو   | شیروان دره‌سی               | در این دو قسمت به طبیعت شیروان دره‌سی در نزدیکی کوه سبلان در استان اردبیل، غار‌های دست‌کند بیله‌لر و چشمه آب گرم یدی‌بلوک در مشگین‌شهر پرداخته شد. |
| سه   | کوچ                        | کوچ به‌همراه ایل بختیاری در کوه‌های زاگرس |
| چهار | کوچ                        | کوچ به‌همراه ایل بختیاری در کوه‌های زاگرس |
| پنج  | کوچ                        | کوچ به‌همراه ایل بختیاری در کوه‌های زاگرس |
| شش   | کوچ                        | کوچ به‌همراه ایل بختیاری در کوه‌های زاگرس |
| هفت  | بیابان لوت                 | در این قسمت به‌معرفی دریاچه تازه به‌وجود آمده در منطقه شهداد استان کرمان پرداخته می‌شود.                                                        |
| هشت  | روستای کشیت و دریاچه مخرگه | در این قسمت به‌معرفی روستای تاریخی کشیت در کرمان و دریاچه مخرگه در شهر بابک استان کرمان پرداخته می‌شود.                                        |
| نه   | سواحل کوشکنار و...         | در این قسمت به‌معرفی سواحل هرمزگان و تنگ شو تاریکو پرداخته می‌شود.                                                                             |
| ده   | استان هرمزگان              | در این قسمت به‌معرفی تنگ بوچیر، ساحل مکسر، غار دست‌کند گیری‌کنار و آب‌انبار‌های تاریخی مغان پرداخته می‌شود.                                        |

ادامه این فصل در تابستان ۱۴۰۰ با نام "ایرانگرد ۱۴۰۰" در ۱۹ قسمت ۳۰ دقیقه‌ای از شبکه یک پخش شد. در مجموع تعداد قسمت‌های فصل چهارم مستند ایرانگرد به ۲۹ قسمت رسید.
ایرانگرد ۱۴۰۰ در سه استان لرستان، اردبیل و سمنان تصویربرداری شده است.
| قسمت   | عنوان                        | توضیحات      |
| ------ | ---------------------------- | ------------ |
| یک     | دلفان                        | استان لرستان |
| دو     | دلفان: مهراب‌کوه              | استان لرستان |
| سه     | مهراب‌کوه و آبشار داله‌لان     | استان لرستان |
| چهار   | آبشار اسپی‌اُ و طبیعت خرم‌آباد  | استان لرستان |
| پنج    | در مسیر مهراب‌کوه (۱)         | استان لرستان |
| شش     | در مسیر مهراب‌کوه (۲)         | استان لرستان |
| هفت    | روستای زیور                  | استان لرستان |
| هشت    | چشمه آب گرم کاکاوند          | استان لرستان |
| نه     | ایل شاهسون                   | استان اردبیل |
| ده     | ایل شاهسون                   | استان اردبیل |
| یازده  | ایل شاهسون                   | استان اردبیل |
| دوازده | ایل شاهسون                   | استان اردبیل |
| سیزده  | ایل شاهسون                   | استان اردبیل |
| چهارده | کوه اژدها                    | استان سمنان  |
| پانزده | پارک ملی توران               | استان سمنان  |
| شانزده | روستای بیابانک و غار شیربند  | استان سمنان  |
| هفدهم  | منطقه حفاظت شده پرور         | استان سمنان  |
| هجدهم  | معادن نمکی و روستای رضا آباد | استان سمنان  |
| نوزدهم | تپه‌های مریخی دامغان          | استان سمنان  |

## فصل پنجم
فصل پنجم مستند ایرانگرد در ۳۰ قسمت ۵۰ دقیقه‌ای تولید و از ۲۲ مهر ۱۴۰۱ روی آنتن شبکه یک رفت. قرار بود این فصل در نوروز ۱۴۰۱ پخش شود که این اتفاق نیفتاد. در ادامه وعده پخش ایرانگرد ۵ در تابستان ۱۴۰۱ داده شد، اما سرانجام در پائیز روی آنتن رفت.

## فصل ششم
فصل ششم ایرانگرد در حال فیلم‌برداری است و به گفته‌ی جواد قارایی احتمالا در نوروز ۱۴۰۴ برای پخش آماده است. 
این فصل از مستند به‌نمایش بخش‌های مختلف ۷ استان می‌پردازد، استان‌های خراسان و هرمزگان از جمله‌ی آن ۷ استان هستند. 
تصویربرداری این فصل با وضوح ۴کی انجام می‌شود و می‌توان از طریق شبکه فراتر با همان وضوح آن‌را تماشا کرد. 

### گروه تولید
گروه تولید این فصل از ۶۳ نفر تشکیل شده است؛ از این تعداد ۵۰ نفر در تهران مستقر هستند و ۱۲ نفر در سفرها، از ۱۲ نفر همراه در سفر ۵ نفر فیلمبرداری هستند که به‌صورت هوایی، زمینی و تایم لپس به‌این کار مشغولند و مابقی افراد هم عوامل فنی هستند. 
کارگردان جواد قارایی و حامد جم
تدوین : حامد جم
مدیر تصویربرداری : سجاد دادپور 
تصویر بردار : پارسا دهقان
تصاویر هوایی : علی آزاده
تصاویر FPV : پارسا دهقان
تصاویر تایملپس : علی آزاده
دستیار تصویر : پویا جباری 